# زباخ (بادن-وورتمبرگ)
زباخ (به آلمانی: Seebach) یک شهر در آلمان است که در ارتناوکرایس واقع شده‌است.